# Multiplexer

Animation des Wirkprinzips eines Multiplexers und Demultiplexers

Ein Multiplexer (kurz: MUX oder Mux) ist eine Selektionsschaltung in der analogen und digitalen Elektronik, mit der aus einer Anzahl von Eingangssignalen eines ausgewählt und an den Ausgang durchgeschaltet werden kann. Multiplexer sind vergleichbar mit Drehschaltern, die nicht von Hand, sondern mit elektronischen Signalen gestellt werden. Der Unterschied zum Relais besteht darin, dass die Verbindungen nicht mechanisch, sondern (heutzutage) durch integrierte Halbleiterschaltungen zustande kommen.
Bei zyklischem Durchlauf können mit einem Multiplexer parallele Datenströme in serielle gewandelt werden. Außerdem kann mit einem Multiplexer eine Schaltfunktion oder jeder mögliche Schaltzustand realisiert werden. Für die Signalübertragung mit Lichtleitern gibt es optische Multiplexer und Demultiplexer, die mit optischen Schaltern oder beim Wellenlängenmultiplexverfahren mit wellenlängenselektiven Elementen arbeiten. Das Gegenstück zum Multiplexer ist der Demultiplexer, mit dem die zusammengefassten Datenkanäle wieder aufgetrennt werden. Analoge Multiplexer arbeiten bidirektional, das heißt, sie können auch als Demultiplexer verwendet werden.
Neben mehreren Eingängen und einem Ausgang verfügt ein Multiplexer über ein oder mehrere Steuersignale, über die festgelegt wird, welcher Eingang ausgewählt wird. Es wird derjenige Eingang zum Ausgang durchgeschaltet, der die Kennung hat, die in Form einer Dualzahl als Steuersignal anliegt. Ein parallel angesteuerter Multiplexer mit dem Bezeichnungsschlüssel n-MUX hat zum Beispiel n Steuersignale, 2n Eingänge und einen Ausgang. Die Eingänge sind meist mit den Zahlen 0 bis 2n-1 durchnummeriert.

## Bezeichnungen

Blockdiagramm eines Satelliten-Transponders

In der Satellitentechnik bezeichnet MUX einen Multiplexer oder Demultiplexer. IMUX (input multiplexer) am Eingang hinter einer Empfangsantenne ist technisch ein Demultiplexer, entsprechend ein OMUX am Ausgang vor der Sendeantenne ein Multiplexer. Bei Videoformaten wird ein Multiplexer (Muxer) dazu verwendet, um Videospuren, Audiospuren, Menüstrukturen und Untertitel in einem Datenstrom zusammenzuführen.
In der Nachrichtentechnik bezeichnet ein Multiplexer ein Gerät, das Daten- und/oder Sprachkanäle zusammenfasst und auf einer gemeinsam genutzten Leitung überträgt. Da die Daten sowohl gesendet, als auch empfangen werden, ist in der Regel auch ein Demultiplexer erforderlich (PCM30). Die zu multiplexenden Signale können also ihrerseits analog oder digital sein, die Steuerung erfolgt jedoch immer durch Digitalsignale, die als weitere Eingänge fungieren.

## Multiplexer für Digitalsignale, Logikgatter

### Einfach-Multiplexer
Der einfachste Fall ist der 2-Eingaben-Multiplexer (auch Einfach-Multiplexer kurz „1-MUX“; siehe Abbildung 1), der ein Steuersignal s0, zwei Eingänge e0 und e1 und einen Ausgang a hat. Liegt am Steuersignal s0 eine 1 an, so liefert der Ausgang a das Signal, das am Eingang e1 anliegt, andernfalls das von Eingang e0.
| s0 | e0 | e1 | a |
| -- | -- | -- | - |
| 0  | 0  | 0  | 0 |
| 0  | 0  | 1  | 0 |
| 0  | 1  | 0  | 1 |
| 0  | 1  | 1  | 1 |
| 1  | 0  | 0  | 0 |
| 1  | 0  | 1  | 1 |
| 1  | 1  | 0  | 0 |
| 1  | 1  | 1  | 1 |

| s0 | a  |
| -- | -- |
| 0  | e0 |
| 1  | e1 |

Anstatt der Bezeichnung MUX wird in Datenblättern meist die allgemeinere Bezeichnung X/Y für einen Codeumsetzer verwendet. Im Weiteren wird jedoch die Bezeichnung MUX beibehalten, da diese eindeutiger ist.

### Zweifach- und m-Multiplexer
Abbildung 2a zeigt den rekursiven Aufbau eines Zweifach-Multiplexers (kurz: „2-MUX“) aus 1-MUXen. Analog kann man MUXe mit noch mehr Steuersignalen und entsprechend mehr Eingängen bauen. Dabei benötigt man für die Konstruktion eines m-MUX 2m-1 MUXe mit je m Steuersignalen. Die Zahl der Eingänge und die Kosten eines Multiplexers steigen also exponentiell mit der Anzahl seiner Steuersignale.
Multiplexer mit vielen Steuersignalen haben eine hohe Zahl von Gatter-Stufen, was zu hoher Laufzeit führt.
| \| s0 \| s1 \| a \| \| -- \| -- \| -- \| \| 0 \| 0 \| e0 \| \| 0 \| 1 \| e2 \| \| 1 \| 0 \| e1 \| \| 1 \| 1 \| e3 \| |    |    |
| s0 | s1 | a  |
| 0 | 0  | e0 |
| 0 | 1  | e2 |
| 1 | 0  | e1 |
| 1 | 1  | e3 |

Die Schaltfunktion dieses 2-MUX lautet:
{\displaystyle a={\begin{pmatrix}e_{0}\wedge {\bar {s}}_{0}\wedge {\bar {s}}_{1}\end{pmatrix}}\vee {\begin{pmatrix}e_{2}\wedge {\bar {s}}_{0}\wedge s_{1}\end{pmatrix}}\vee {\begin{pmatrix}e_{1}\wedge s_{0}\wedge {\bar {s}}_{1}\end{pmatrix}}\vee {\begin{pmatrix}e_{3}\wedge s_{0}\wedge s_{1}\end{pmatrix}}}
| \| s0 \| s1 \| a \| \| -- \| -- \| -- \| \| 0 \| 0 \| e0 \| \| 0 \| 1 \| e1 \| \| 1 \| 0 \| e2 \| \| 1 \| 1 \| e3 \| |    |    |
| s0 | s1 | a  |
| 0 | 0  | e0 |
| 0 | 1  | e1 |
| 1 | 0  | e2 |
| 1 | 1  | e3 |

Die Schaltfunktion dieses 2-MUX lautet:
{\displaystyle a={\begin{pmatrix}e_{0}\wedge {\bar {s}}_{0}\wedge {\bar {s}}_{1}\end{pmatrix}}\vee {\begin{pmatrix}e_{1}\wedge {\bar {s}}_{0}\wedge s_{1}\end{pmatrix}}\vee {\begin{pmatrix}e_{2}\wedge s_{0}\wedge {\bar {s}}_{1}\end{pmatrix}}\vee {\begin{pmatrix}e_{3}\wedge s_{0}\wedge s_{1}\end{pmatrix}}}

### Beispiel
Gegeben ist eine Schaltfunktion f(s3,s2,s1,s0), die genau dann 1 ist, wenn die Dualzahl [s3s2s1s0]2 eine Primzahl ist. So muss etwa f(0, 0, 1, 1) = 1 sein, da die Dualzahl 0011 der dezimalen 3 entspricht und 3 eine Primzahl ist (da die 1 keine Primzahl ist, sollte aus der Logik für 0 0 0 1 am Ausgang a eine 0 folgen).
Die Funktion f entspricht der folgenden Wahrheitstafel:
| \| Dez \| s3 \| s2 \| s1 \| s0 \| a \| \| --- \| -- \| -- \| -- \| -- \| - \| \| 0 \| 0 \| 0 \| 0 \| 0 \| 0 \| \| 1 \| 0 \| 0 \| 0 \| 1 \| 0 \| \| 2 \| 0 \| 0 \| 1 \| 0 \| 1 \| \| 3 \| 0 \| 0 \| 1 \| 1 \| 1 \| \| 4 \| 0 \| 1 \| 0 \| 0 \| 0 \| \| 5 \| 0 \| 1 \| 0 \| 1 \| 1 \| \| 6 \| 0 \| 1 \| 1 \| 0 \| 0 \| \| 7 \| 0 \| 1 \| 1 \| 1 \| 1 \| \| 8 \| 1 \| 0 \| 0 \| 0 \| 0 \| \| 9 \| 1 \| 0 \| 0 \| 1 \| 0 \| \| 10 \| 1 \| 0 \| 1 \| 0 \| 0 \| \| 11 \| 1 \| 0 \| 1 \| 1 \| 1 \| \| 12 \| 1 \| 1 \| 0 \| 0 \| 0 \| \| 13 \| 1 \| 1 \| 0 \| 1 \| 1 \| \| 14 \| 1 \| 1 \| 1 \| 0 \| 0 \| \| 15 \| 1 \| 1 \| 1 \| 1 \| 0 \| |    |    |    |    |   |
| Dez | s3 | s2 | s1 | s0 | a |
| 0 | 0  | 0  | 0  | 0  | 0 |
| 1 | 0  | 0  | 0  | 1  | 0 |
| 2 | 0  | 0  | 1  | 0  | 1 |
| 3 | 0  | 0  | 1  | 1  | 1 |
| 4 | 0  | 1  | 0  | 0  | 0 |
| 5 | 0  | 1  | 0  | 1  | 1 |
| 6 | 0  | 1  | 1  | 0  | 0 |
| 7 | 0  | 1  | 1  | 1  | 1 |
| 8 | 1  | 0  | 0  | 0  | 0 |
| 9 | 1  | 0  | 0  | 1  | 0 |
| 10 | 1  | 0  | 1  | 0  | 0 |
| 11 | 1  | 0  | 1  | 1  | 1 |
| 12 | 1  | 1  | 0  | 0  | 0 |
| 13 | 1  | 1  | 0  | 1  | 1 |
| 14 | 1  | 1  | 1  | 0  | 0 |
| 15 | 1  | 1  | 1  | 1  | 0 |

Diese Schaltfunktion soll mit einem 4-MUX realisiert werden. Die an den Eingängen des 4-MUX anliegenden Bits kann man hierzu aus der Ergebnisspalte a der Wahrheitstafel ablesen. Der 4-MUX muss also folgendermaßen geschaltet sein:
Es ist aber auch möglich, die gleiche Funktion mit einem 3-MUX zu realisieren. Das Problem ist dabei, dass die Funktion f vier Parameter hat, aber nur drei Steuersignale zur Verfügung stehen. Man löst es, indem man den Funktionswert a in Abhängigkeit von s3 ausdrückt.
Dadurch entsteht die folgende Wahrheitstafel:
| s2 | s1 | s0 | a  |
| -- | -- | -- | -- |
| 0  | 0  | 0  | 0  |
| 0  | 0  | 1  | 0  |
| 0  | 1  | 0  | S3 |
| 0  | 1  | 1  | 1  |
| 1  | 0  | 0  | 0  |
| 1  | 0  | 1  | 1  |
| 1  | 1  | 0  | 0  |
| 1  | 1  | 1  | S3 |

Der 3-MUX wird also folgendermaßen angeschlossen:
|  |  |  |  |

### Ausgänge
In CMOS-Technik werden Multiplexer dabei sowohl mit digitalen Logik-Gattern, als auch mit Analogschaltern (Transmission-Gates) ausgeführt. Jene Bauart wird auch Analog-Multiplexer/Demultiplexer genannt.
Bei Verwendung von Transmission-Gates wird nicht der ausgewählte Logikpegel auf den Ausgang kopiert, sondern tatsächlich eine direkte leitende Verbindung zwischen Signal-Ein- und Ausgang geschaffen. Dies hat den Vorteil, dass der Multiplexer auch Analogsignale durchleiten kann. Außerdem ist die Signalflussrichtung nicht vorgegeben, der Multiplexer wirkt immer auch gleichzeitig als Demultiplexer. Drittens entsteht keine Durchleitverzögerung des Signals, wie sie beim Durchgang durch einen Logikpfad unvermeidlich wäre. Als Nachteil muss angesehen werden, dass das Signal durch die Schaltung nicht wie sonst bei Logikbausteinen verstärkt, sondern durch den Längswiderstand des Analogschalters (meist ca. 50 Ohm) sogar abgeschwächt wird.
|  |

Die ODER-Verknüpfung am Ausgang lässt sich auch durch eine Wired-OR-Verknüpfung realisieren. Will man dabei die langen Anstiegszeiten am Ausgang verhindern kann man auch Tri-State-Gatter am Ausgang anschließen. Diese Lösung wird allerdings nicht in integrierten Schaltungen verwendet, ausgenommen in Bussystemen, bei denen die Signalquellen räumlich getrennt sind.
|  |  |

### Multiplexer-Bausteine

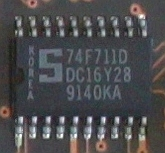
74F711D von Signetics, ein Fünffach-2-zu-1 Multiplexer in SMD-Bauweise, aus einem NeXTcube-Computer von 1990

Multiplexer sind im Handel als vorgefertigte IC-Bausteine erhältlich. Die wichtigsten Typen sind in der folgenden Tabelle zusammengefasst:
| Anzahl der Eingänge                                | TTL     | ECL   | CMOS    | CMOS     |
| -------------------------------------------------- | ------- | ----- | ------- | -------- |
| Anzahl der Eingänge                                | TTL     | ECL   | digital | analog1) |
| 16                                                 | 74LS150 |       | 4515    | 4067     |
| 2×8                                                |         |       |         | 4097     |
| 8                                                  | 74LS151 | 10164 | 4512    | 4051     |
| 2×4                                                | 74LS153 | 10174 | 4539    | 4052     |
| 8×2                                                | 74LS604 |       |         |          |
| 4×2                                                | 74LS157 | 10159 | 4519    | 4066     |
| 1) Multiplexer/Demultiplexer mit Transmission-Gate |         |       |         |          |